# Simon Gregorčič

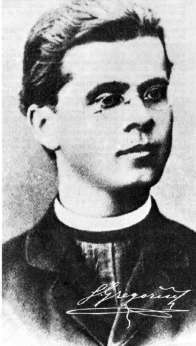
Simon Gregorčič

Simon Gregorčič (n. 15 octombrie 1844, Vrsno, Kobarid, Slovenia – d. 24 noiembrie 1906, Gorizia, Friuli-Veneția Giulia, Italia) a fost un poet și preot romano-catolic sloven.
Lirica sa, ce aparține post-romantismului, are o gamă tematică variată, de la versul patriotic până la poezia erotică.
Opera sa realizează trecerea de la romantism la modernism.

## Scrieri
- 1864: Scântei patriotice ("Iskrice domorodne")
- 1882, 1885, 1902: Poezii ("Poezije").